# Heinz Peischl
Heinz Peischl (* 9. Dezember 1963 in Ollersdorf im Burgenland) ist ein ehemaliger österreichischer Fußball-Nationalspieler. Den Höhepunkt seiner Fußballkarriere erlebte er beim FC Swarovski Tirol, mit dem er zwei Mal österreichischer Meister werden konnte. Mittlerweile ist der ehemalige Mittelfeldspieler als Fußballtrainer aktiv.

## Werdegang

### Spielerkarriere
Das Fußballspiel erlernte Heinz Peischl in seinem Heimatort beim SV Ollersdorf, seine ersten Spiele in der Bundesliga absolvierte er ab 1982 für den ältesten Verein des Burgenlandes, den SC Eisenstadt. Nach guten Leistungen in Eisenstadt kam er 1985 zur SSW Innsbruck, wo er mit dem inzwischen als FC Swarovski Tirol spielenden Verein unter Trainer Ernst Happel auch 1989 und 1990 den österreichischen Meistertitel holen konnte. 1989 stand der Mittelfeldspieler auch in der ÖFB-Cup-Siegerelf der Innsbrucker, die sich im dritten Anlauf im Finale 1989 gegen den FC Admira/Wacker durchsetzen konnte. Nach der Weltmeisterschaft 1990 kam Heinz Peischl überdies zu seinen ersten Einsätzen in der österreichischen Nationalmannschaft, nach dem 0:1 gegen die Färöer vom 12. September 1990 war ihm jedoch keine lange Teamkarriere vergönnt. Zum Ausklang seiner Karriere wechselte er 1992 noch zum Erstligisten FC Stahl Linz, kehrte aber bald nach Innsbruck zurück und wurde 1993 erneut ÖFB-Cupsieger. In den folgenden Jahren war er auch noch in Argentinien (CA San Lorenzo), Liechtenstein (FC Schaan) und beim unterklassigen Verein 1. Wiener Neustädter SC aktiv, ehe er beim FC Tirol Innsbruck seine aktive Karriere beendete.

### Trainerkarriere
Von 1995 bis 1999 war Heinz Peischl Co- und 1997 kurzfristig Chef-Trainer des FC Tirol Innsbruck, ehe er 2001 in die Schweiz wechselte und Cheftrainer des FC Wil wurde. Mit den  St. Gallern wurde er 2001 Meister der zweitklassigen Nationalliga B und schaffte damit den Aufstieg in die Nationalliga A. 2002 erfolgte der Wechsel zum Erstligisten FC St. Gallen, wo Heinz Peischl 2005 nach einer Niederlagsserie zurücktrat. Zu Beginn des Jahres 2006 löste er mit Urs Schönenberger den Erfolgstrainer des FC Thun in der Schweizer Fußballliga ab. Am 6. März 2007 wurde Heinz Peischl aufgrund „fehlender Resultate“ (4 Punkte in 4 Rückrundenspielen) als FC Thun-Coach entlassen.
Von Dezember 2007 bis Sommer 2008 betreute Heinz Peischl den ASK Schwadorf in der zweithöchsten österreichischen Spielklasse. Zwischen März 2009 und Dezember 2010 war Heinz Peischl neben Manfred Zsak Assistent von Dietmar Constantini bei der österreichischen Fußballnationalmannschaft.
Im Dezember 2010 ging Peischl wieder zurück in die Schweiz. Er wurde als Sportdirektor des FC St. Gallen eingestellt.

## Erfolge
- 2 × Österreichischer Meister: 1989, 1990
- 2 × Österreichischer Cupsieger: 1989, 1993
- 3 Spiele für die österreichische Fußballnationalmannschaft von 1990 bis 1991